# Amir Khan (chanteur)
Pour les articles homonymes, voir Khan (homonymie) et Amir Khan.
Amir Khan, né le 15 août 1912 à Indore et mort le 13 février 1974 à Calcutta, est l'un des grands chanteurs classiques de la musique hindoustanie de l’Inde du Nord.